# Jonas Krank
Jonas Krank, född 12 april 1645, död 13 oktober 1704 (möjligtvis 1702) på Fållökna i Lilla Malma socken, var en svensk häradshövding och postmästare. Han adlades Stiernstolpe 1696.

## Biografi

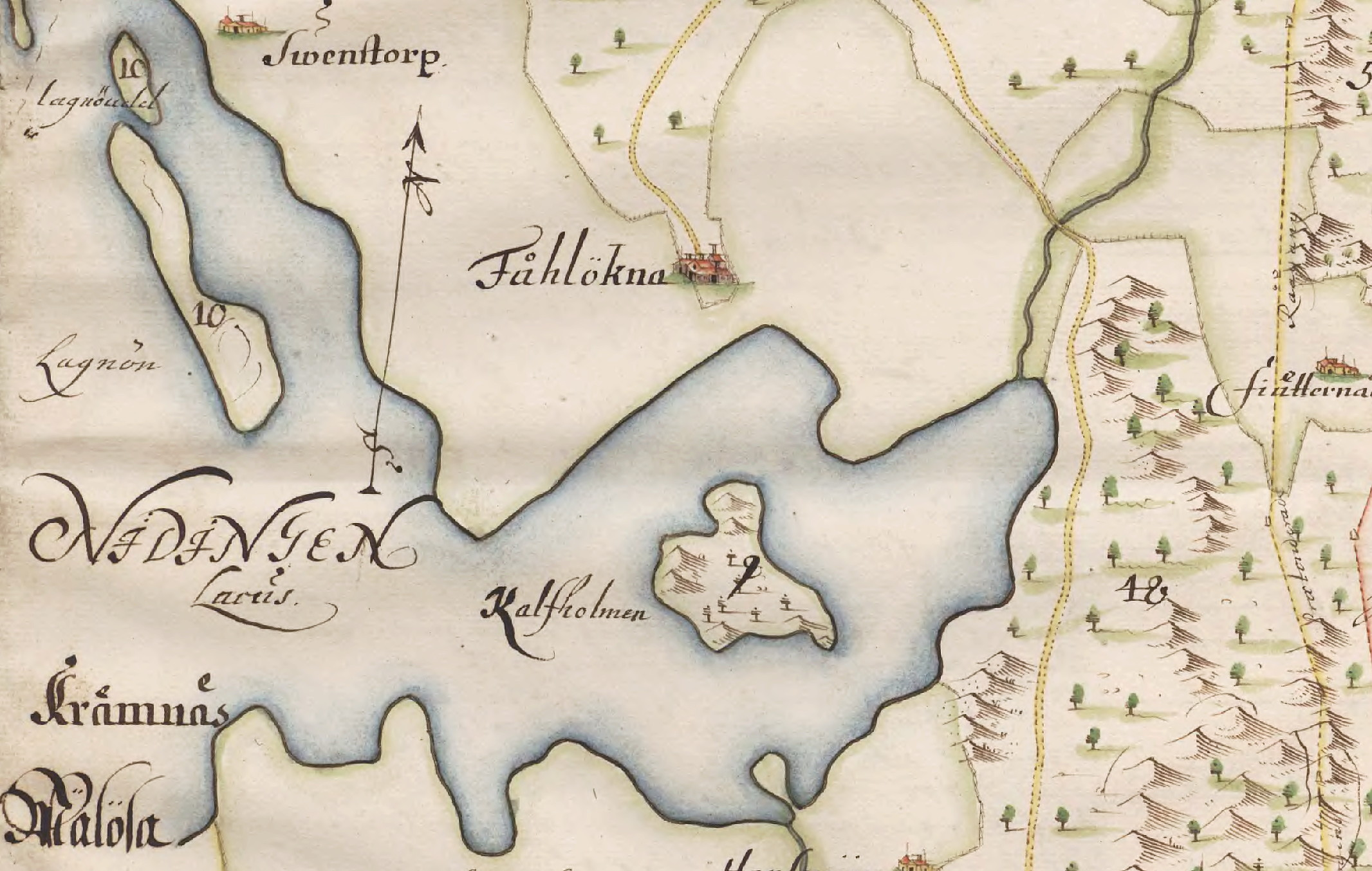
"Fåhlökna", på kartografen Eric Nilsson Agners karta från 1685.

Jonas Kranks far var Botvidus Jonæ Hellenius (1635-1670), kallad Botvid Krank, han var student vid Uppsala universitet 1635 och kyrkoherde i Bettna pastorat av Strängnäs stift 1656. Jonas Kranks mor var N. N. Månsdotter. Han blev student vid Uppsala universitet 1668 och sedermera häradshövding i Strömsholms och Svartsjö läns domsagor. Han adlades 1696 Stiernstolpe och introducerades 1697. Jonas Krank / Stiernstolpe var borgmästare i Eskilstuna stad och Torshälla stad 1701 och postmästare i Torshälla 1702. 

### Personligt
Jonas Krank gifte sig 1680 med Elisabet Osenia (död 1690). Paret fick fem barn: Botvid (född 1681), Beata (född 1683), Torsten (född 1685), Elisabet (född 1688) och Jonas (född 1690). Jonas Krank / Stiernstolpe erhöll 1695 full frälsefrihet för egendomen Fållökna i Lilla Malma socken i Södermanland. Fållökna kom sedan under större delen av 1700-talet tillhöra denna släkt. Han avled enligt riddarhusgenealogien den 13 oktober 1704, men enligt sonen Botvids brev till överpostdirektören redan 1702. Han begravdes i Torshälla kyrka. Hans barnbarns barn var Jonas Magnus Stiernstolpe.